# اختلاس در بیمه ایران
اختلاس در بیمه ایران عنوان اختلاسی است که در چند دوره مختلف در شرکت بیمه ایران صورت گرفته‌است و پیگیری قضایی آن منجر به صدور حکم علیه مقامات حکومت جمهوری اسلامی ایران از جمله معاون اول رئیس‌جمهور ایران گردیده است.

## محمدرضا رحیمی
برای نخستین بار در خرداد سال ۱۳۹۱ نام محمد رضا رحیمی در میان افراد مرتبط با این اختلاس به گوش خورد. الیاس نادران، نماینده مجلس ایران، محمدرضا رحیمی را متهم کرد که در راس این اختلاس قرار دارد، اتهامی که رحیمی رد کرد.
یکی از متهمان اصلی پرونده «اختلاس از بیمه» در ۲۲ خرداد ۱۳۹۱ گفت که «یک میلیارد و ۵۰۰ میلیون تومان» به حساب شخصی محمدرضا رحیمی، رئیس پیشین دیوان محاسبات و معاون اول احمدی نژاد، واریز کرده‌است. این متهم که در جریان هشتمین دادگاه اختلاس از بیمه و استانداری تهران با نام «د. س» معرفی شد از وی به عنوان «جعبه سیاه» این پرونده یاد شد.
رحیمی در دادگاه نخست به ۱۵ سال حبس، پرداخت ۲ میلیارد و ۸۵۰ میلیون تومان رد مال و ۱ میلیارد تومان جزای نقدی محکوم شد و سرانجام در ۲۴ دی ۱۳۹۳ رحیمی طبق رای دادگاه تجدید نظر به ۵ سال و ۹۱ روز حبس و پرداخت ۲ میلیارد و ۸۵۰ میلیون تومان رد مال و ۱ میلیارد تومان جزای نقدی محکوم شد و یک ماه بعد توسط مأموران پلیس به زندان منتقل گردید.

## مرتضی تمدن
مرتضی تمدن، استاندار تهران یکی از متهمان رسمی این اختلاس بود. او واکنش به اتهامات مطرح شده در جریان دادگاه رسیدگی به پرونده اختلاس بیمه ایران، گفت که همه این موارد به زمان پیش از تصدی او (۱۳۸۷ تا ۱۳۹۲) در سمت استاندار تهران، یعنی به زمانی مربوط می‌شود که کامران دانشجو وزیر علوم در دولت احمدی‌نژاد، استاندار بود.

## محمدرضا باهنر
ایرنا سایت روزنامه دولت روزنامه ایران در گزارشی، ضمن تأیید پول گرفتن معاون اول کنونی رئیس‌جمهور از «جابر ابدالی» متهم پرونده بیمه، مدعی شد که محمدرضا رحیمی این پول‌ها را به نیابت از محمدرضا باهنر گرفته‌است.

## حمید رسایی
روزنامه ایران نوشت که «جابر ابدالی»، در جریان انتخابات مبالغی را نیز در اختیار آقای «رحیمی» قرار داده است. پس از این گزارش، خبرگزاری فارس تأکید کرد که اشاره روزنامه ایران به حمید رسایی، نماینده مجلس است. حمید رسایی، در واکنش به این گزارش گفت که در جریان انتخابات مجلس هشتم، از طرف محمدرضا رحیمی برای کمک مالی با وی تماس گرفته شده بود.
رسایی گفت: «آقای رحیمی برای من پیغام فرستاد که اگر نیاز به کمک مالی دارید، ملاقاتی با آقای رحیمی بکنید و از ایشان کمک بگیرید دوستان گفتند لازمه پرداخت کمک، دیدار با آقای رحیمی است. من آن موقع این مسئله را نپذیرفتم».